# Bockfließ
Bockfließ – gmina targowa w Austrii, w kraju związkowym Dolna Austria, w powiecie Mistelbach. Liczy 1320 mieszkańców (1 stycznia 2014).